# Elicopter

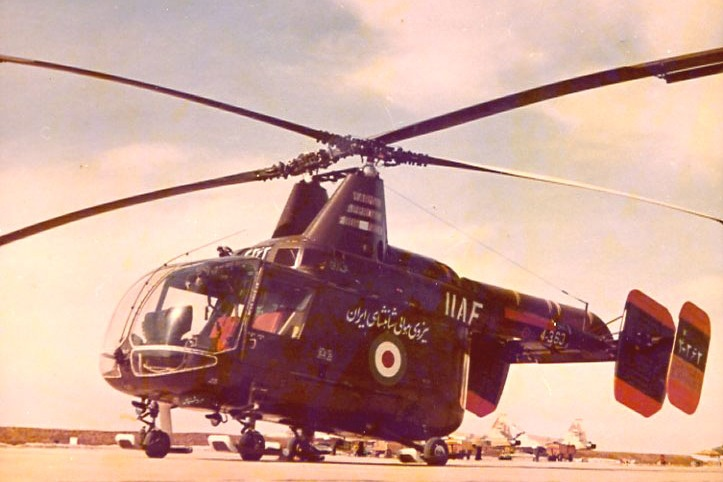
HH-43 Huskie

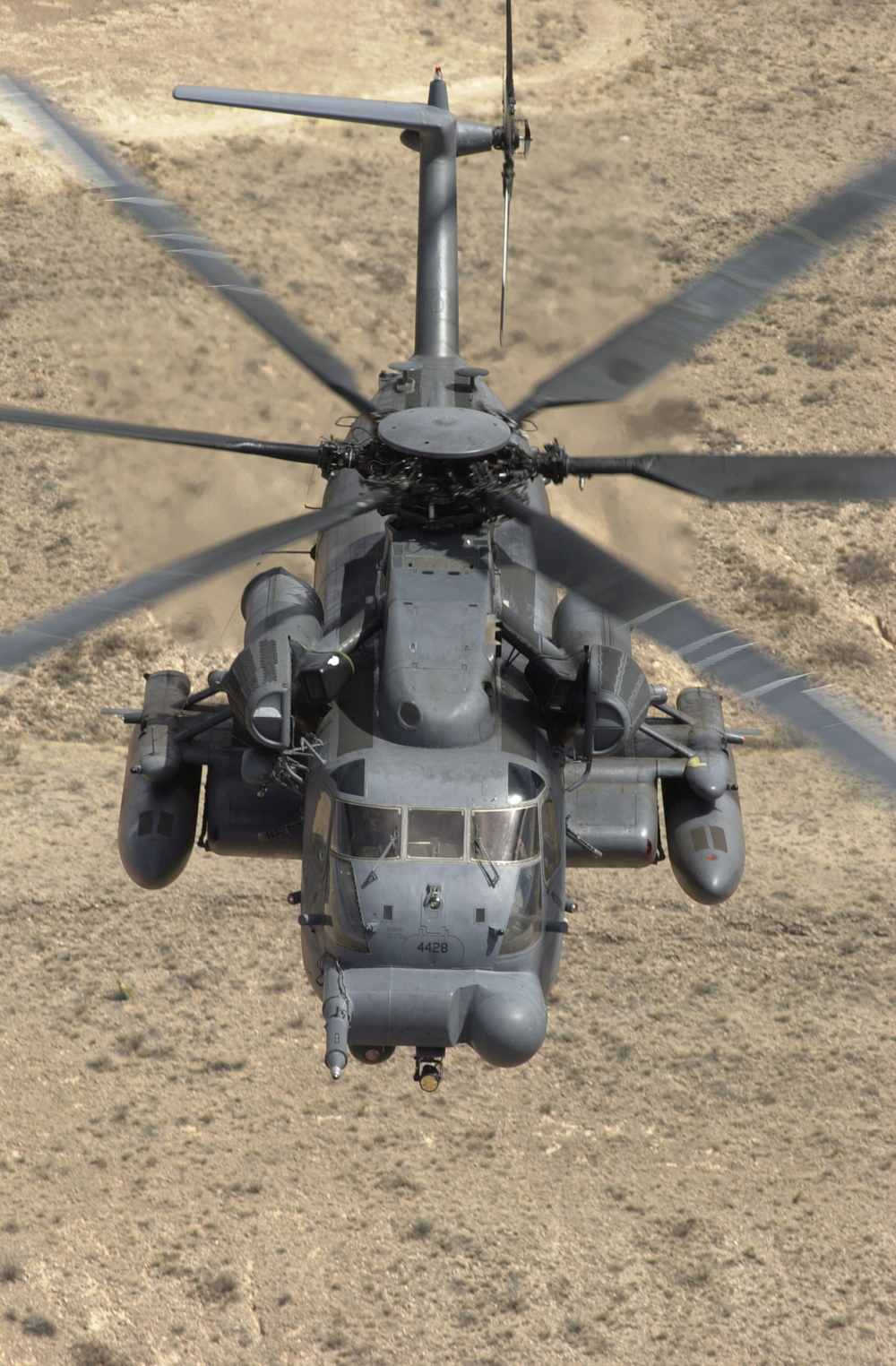
Elicopter militar greu Sikorsky MH-53J Pave Low III

Elicopterul este un vehicul aerian motorizat, din categoria Aeronave cu aripă rotativă, care poate decola și ateriza pe verticală și a cărui susținere și mișcare sunt asigurate de una sau mai multe elice care se rotesc în jurul unor axe verticale. Calitatea sa este că poate ateriza pe un spațiu extrem de redus ori se poate menține în aer într-un punct fix. Funcționarea sa se bazează pe momentul forței produs de elici.
În România, IAR Ghimbav produce elicoptere Puma sub licență franceză. 
În Moldova, la Criuleni timp de peste cinci ani s-au produs clandestin  elicoptere similare celor de modelul Kamov 26.

## Istoria elicopterelor
Primele schițe de elicopter au fost realizate de Leonardo da Vinci. În 1754 Mihail Lomonosov realizează primul model cu elice acționată de arc. 
Prototipul de elicopter construit de profesorul Lajos Martin din Cluj s-a ridicat aproximativ 2 metri deasupra solului în anii 1890. Modelul aparatului se află în patrimoniul Muzeului Național de Istorie a Transilvaniei.
În 1922 inginerul american de origine română Gheorghe Botezatu a realizat un elicopter experimental cu patru elice (această schemă este folosită la quadcopterele moderne).
În 1939 inventatorul american de origine rusă Igor Sikorsky a construit primul elicopter practic utilizabil Vought-Sikorsky VS-300.

## Tipuri de elicoptere
Cel mai cunoscut este elicopterul cu un singur rotor și rotor anticuplu codal (Sikorsky R-4 Hoverfly, Boeing AH-64 Apache, Mil Mi-24 ș.a.).  

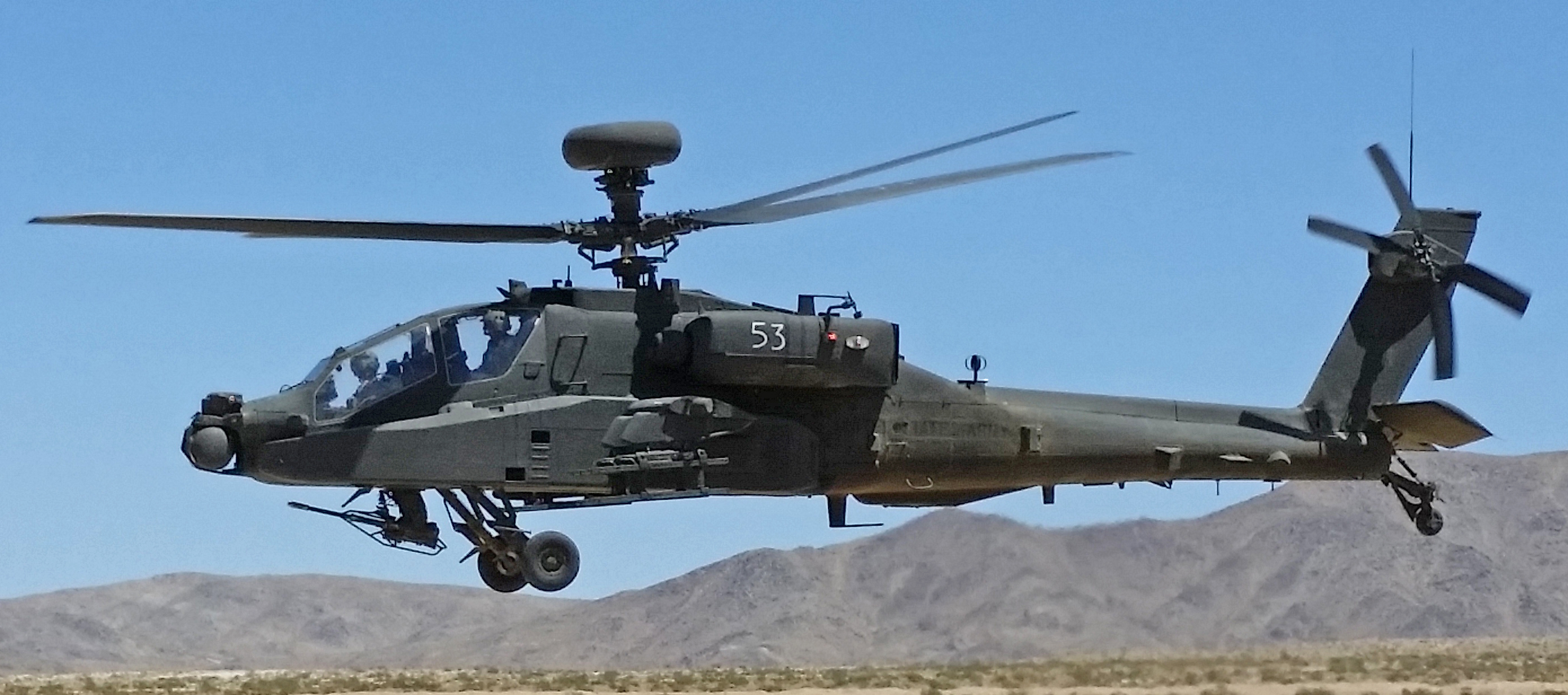
AH-64E Apache Guardian

De asemenea se construiesc elicoptere cu un rotor și un rotor anticuplu în inel numit fenestron (Aerospatiale SA-341 Gazelle). 

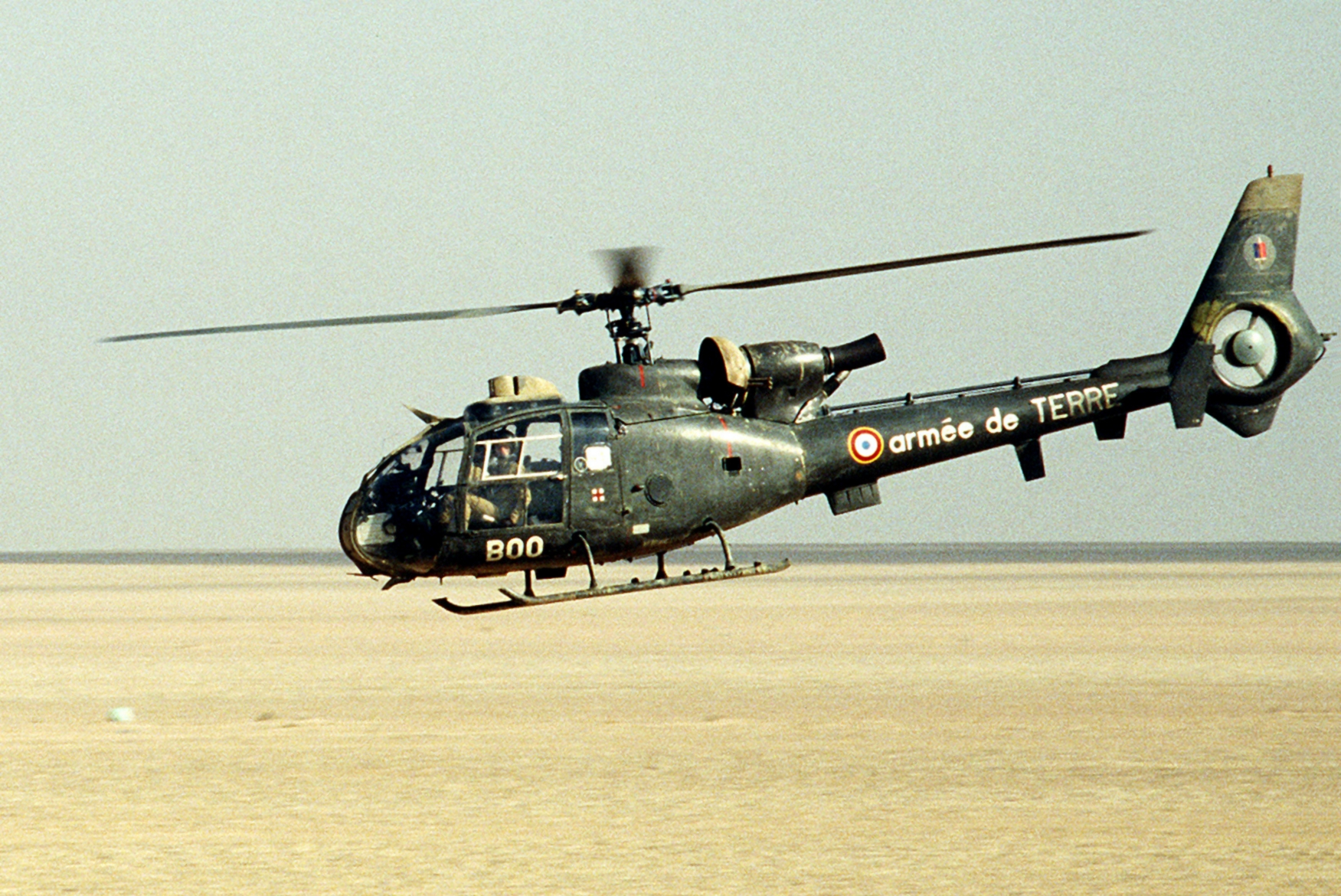
Un elicopter francez SA341F2 Gazelle în deșert în cursul operațiunii Desert Shield

O altă schemă prezintă elicopterele cu două rotoare suprapuse care se rotesc în sensuri opuse (Kamov Ka-52).  

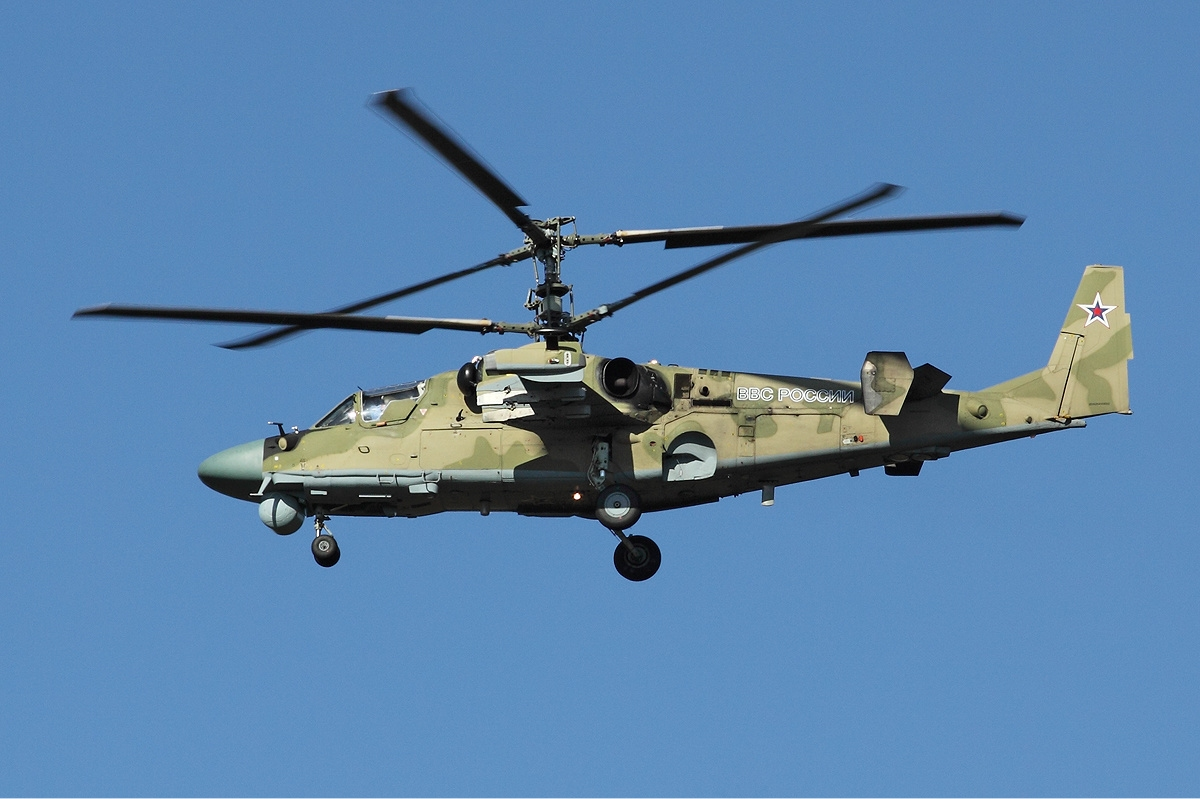
Kamov Ka-52

Încă un tip de elicoptere cu două rotoare sunt cele cu rotoarele amplasate longitudinal (Boeing CH-47 Chinook). 

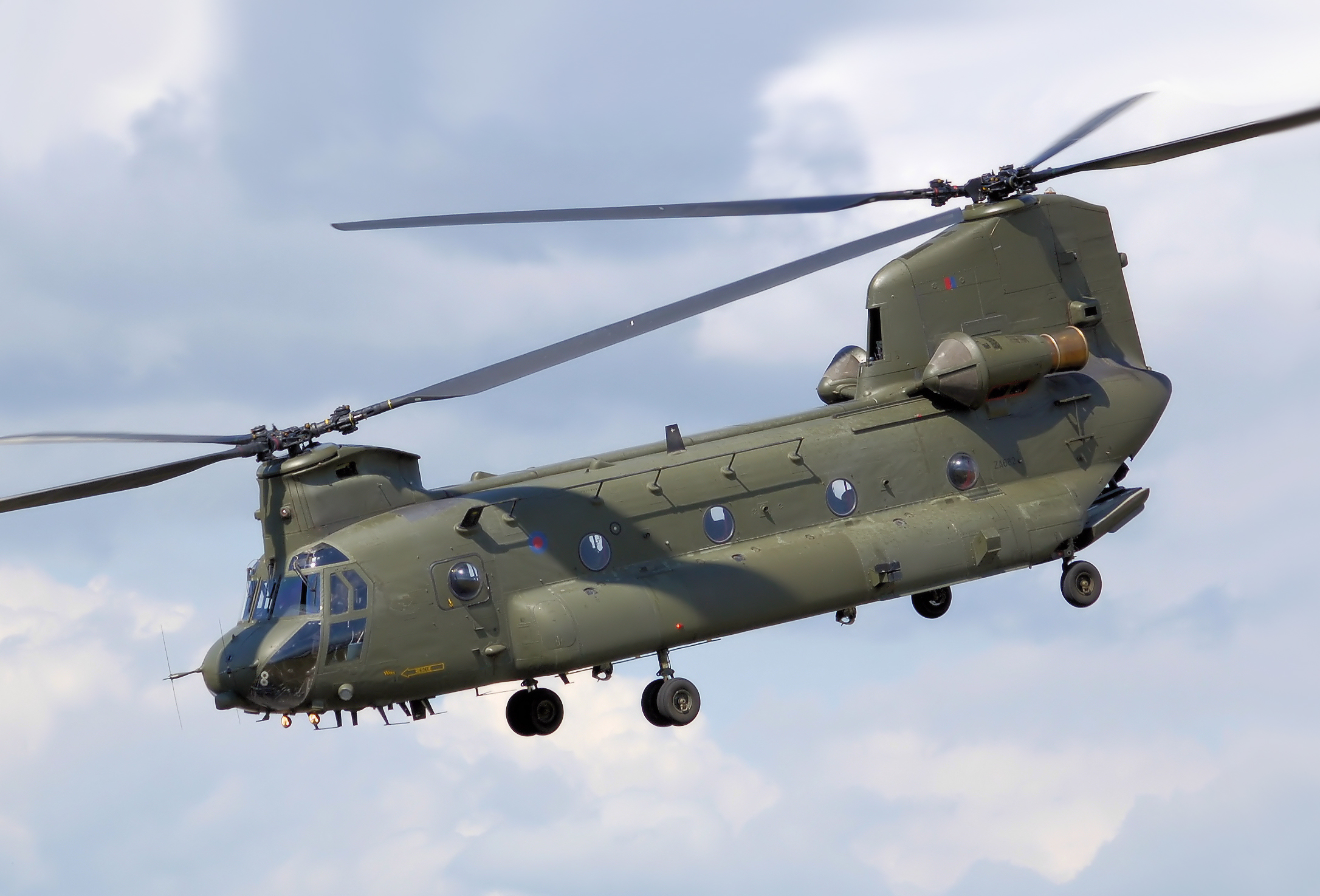
Un Chinook al Forțelor Aeriene Regale britanice

## Elicoptere militare
Legea nr.18 din 4 martie 1992 pentru ratificarea Tratatului cu privire la forțele armate convenționale în Europa stimulează că:
- Termenul elicopter de luptă înseamna un aparat de zbor cu aripă rotativă, înarmat și echipat pentru a lovi ținte sau echipat pentru îndeplinirea altor funcții militare. Termenul elicopter de luptă cuprinde elicopterele de atac și elicopterele de sprijin de luptă. Termenul elicopter de luptă nu cuprinde elicopterele de transport neînarmate.
- Termenul elicopter de atac înseamnă elicopter de luptă echipat pentru întrebuințarea armamentului dirijat antitanc, aer-sol sau aer-aer și echipat cu un sistem integrat de ochire și comandă a focului pentru aceste armamente. Termenul elicopter de atac cuprinde elicopterele specializate de atac și elicopterele de atac polivalente. Exemple de elicoptere de atac sunt: AH-1Z Viper, AH-1 Cobra, AH-1 SuperCobra, AH-64 Apache.
- Termenul elicopter specializat de atac înseamna un elicopter de atac destinat în principal pentru întrebuințarea armamentului dirijat.
- Termenul elicopter de atac polivalent înseamnă un elicopter de atac destinat să îndeplinească funcții militare multiple și echipat pentru întrebuintarea armamentului dirijat.
- Termenul elicopter de sprijin de luptă înseamnă un elicopter de luptă care nu îndeplinește cerințele pentru a fi clasificat ca elicopter de atac și care poate fi echipat cu o varietate de armamente pentru autoapărare și lovirea țintelor de suprafață, cum ar fi mitraliere, tunuri și proiectile reactive nedirijate, bombe sau casete cu bombe, ori echipat pentru îndeplinirea altor funcții militare.